# رباط المتنبي

رباط المتنبي هي رواية من تأليف الكاتب المغربي حسن أوريد. صدرت الرواية لأوّل مرة في العام 2019 عن دار نشر المركز الثقافي العربي في المغرب. ودخلت في القائمة الطويلة للجائزة العالمية للرواية العربية لعام 2020، المعروفة باسم «جائزة بوكر العربية».

## نبدة عن الرواية
تستند رواية رباط المتنبي على الجانب التاريخي وذلك عبر استلهام شخصيات تارخية في سفر عميق عبر الزمن، حيث " تستقي هذه الرواية مادتها التي تتأسس عليها من تاريخ الماضي والمعاصر"
تناول الكاتب فعل إيواء بطل الرواية الذي ابتعد عنه الجميع لشخصيته وأفكاره لما لها من عمق إيديولوجي وجب التعمق في قراءته، فهي شخصية واحدة بأوجه متعددة وبواقعين وتاريخين متباعدين.

## الشخصيات
رواية "رباط المتنبي" تضم عدة شخصيات رئيسية، يأتي في مقدمتها أبو الطيب المتنبي الذي يظهر كشاعر عباسي يعود إلى الحاضر في مدينة الرباط، ممثلاً رمز اللغة العربية الفصحى والفكر الكلاسيكي، ويعبر عن مأساة الشاعر الذي يواجه واقعًا عربيًا حديثًا مختلفًا تمامًا عن زمنه. يقابل المتنبي في الرواية شخصية الراوي، وهو أستاذ جامعي وسياسي سابق يستضيفه في منزله، ويعكس هذا الراوي الجيل المعاصر المنقسم بين حنينه للماضي وإحباطه من واقع الثقافة العربية، ويتضح لاحقًا أنه يعاني من اضطرابات نفسية ويعتقد أحيانًا أنه المتنبي نفسه، ما يعكس التداخل بين الواقع والخيال. كما توجد شخصية الطبيبة المعالجة التي تمثل صوت العقل والطب في الرواية، وتظهر من خلال تواصلها مع المرضى في مستشفى الأمراض العقلية، حيث تتلقى رسائلهم، بما في ذلك الراوي. بالإضافة إلى ذلك، تتنوع في الرواية شخصيات ثانوية تمثل شرائح مختلفة من المجتمع وأحوال نفسية متباينة وتشمل شخصيات الرواية: ابن جني، كافور الأخشيدي، زهرة، الماجور، الطبيبة.

## المحاور الفكرية
- تبرز رواية "رباط المتنبي" بنقدها اللاذع للواقع الثقافي العربي، حيث تسلط الضوء على تراجع اللغة العربية، وذبول الثقافة، وتفريغ السياسة من مضمونها الحقيقي، كما أشارت صحيفة الخليج وهسبريس. تصور الرواية أن العرب يعيشون في وهم الحداثة، بينما تكشف الرواية، من خلال تحليل سردي دقيق، عن واقع مهدور مليء بالفساد الفكري والاجتماعي. وتجسد شخصية المتنبي رمزًا للغة العربية الفصيحة والحضور المعرفي المفقود، في حين يعكس الراوي الجيل الحديث الذي يعاني من انفصام في الهوية والثقافة

## اراء النقاد
البشير البقالي: «وإذا غيرنا الزاوية ونظرنا إلى الرواية من جانب أسلوبيتها، نجد أنها تضمنت كل التنويعات والتلاوين الأسلوبية المتاحة للرواية كما حددها ميخائيل باختين5، من سرد مباشر للمحكي المباشر، وأشكال السرد التقليدي الشفوي من خلال حلقات بوح البطل المجنون للطبيبة، وأشكال السرد نصف الأدبية من رسائل ومذكرات، كما نعثر على أشكال متنوعة من خطاب الكاتب عبارة عن كتابات أخلاقية وفلسفية، وعروض حول أفكار وكتب وآراء حول بعض القضايا مثل؛ المجتمع والفهم والديمقراطية، وعلاقة الحاكم والمحكوم، والنفاق الاجتماعي، والتاريخ، واللغة، ومآزق العرب، وغير ذلك.»
فاطمة عطفة: «وعنوان الرواية «رباط المتنبي» يؤكد أن البطل مرتبط بالماضي، ويعيش فيه، ولا علاقة له بالحاضر. فعندما جاء الماجور ليحقن الأستاذ، ورفض أن يمد يده ليأخذ الحقنة، قال له: يجب أن تعرف قصتي مع المتنبي. سلبني أعز ما أملك. وسأله الماجور: «وما هو أعز ما تملكه؟» أجاب: «حاضري». وكان جواب الماجور الحاسم: «ولكنك تعيش في الماضي». وهكذا يهرب الإنسان في عصرنا ليلجأ إلى حضن الماضي الآمن، وإن اتهم بالجنون.»

## البناء السردي
يناقش القسم الأول من الرواية عبر الحوارات بين المتنبي والراوي مواضيع متعددة منها دور الشعر والفن في المجتمعات، وقيمة اللغة العربية الفصحى، وأسباب الانحدار الثقافي والسياسي في الوطن العربي. يظهر المتنبي كشاهد على تراجع مكانة العرب في العصر الحديث، ويعبّر عن استيائه من التردي الفكري والاجتماعي، ما يثير جدلاً حادًا مع الراوي الذي يعكس تيارات الفكر المعاصر المتناقضة.
في القسم الثاني، حيث يتحول السرد نحو عالم المستشفى النفسي، تتداخل الأحداث بين الواقع والهلوسة، مما يضع القارئ في حالة من عدم اليقين بين ما هو حقيقي وما هو وهمي. تظهر رسائل المرضى والتقارير الطبية لتوضح الحالة النفسية المضطربة للراوي، الذي يعيش أزمة هوية عميقة تجعله يتماهى مع شخصية المتنبي، ما يعكس بُعدًا فلسفيًا حول الذاكرة والذات والجنون. بهذه الطريقة، تمزج الرواية بين النقد الاجتماعي والنفسي، وتطرح تساؤلات عميقة حول دور العقل والهوية في مواجهة الواقع العربي المعاصر.

## البنية الزمنية والفضاء الروائي
تقوم الرواية على بنية سردية غير خطّية، تنكسر فيها الحدود الزمنية بين الماضي والحاضر، ويختلط الواقعي بالمتخيل. فبينما يظهر المتنبي في الحاضر، نرى الراوي ينزلق تدريجيًا إلى عوالم اللاوعي، ما يجعل الرواية قائمة على تنقلات ذهنية وزمانية تعكس اضطراب الهوية. أما الفضاء الأساسي في الرواية فهو مدينة الرباط، التي تتحوّل من فضاء جغرافي إلى رمز ثقافي ونفسي، يعكس حالة الضياع والتيه في واقع عربي فقد بوصلة الفكر والمعنى

## الرمزية
تعتمد رباط المتنبي على رمزية مكثفة، أبرزها حضور شخصية الشاعر أبي الطيب المتنبي الذي يُستدعى بوصفه رمزًا للكبرياء الثقافي والعبقرية الفردية، مقابل واقع عربي يتسم بالتراجع والانكسار. يمثل المتنبي في الرواية نموذجًا للمثقف الذي يصطدم بالسلطة ويُقصى، بينما يعكس الراوي – الذي يتوهم أنه المتنبي – انهيار هذا النموذج في الزمن المعاصر. من خلال هذا التقابل، توظف الرواية ثنائية "المتنبي/الراوي" كمرآة للتحول العنيف في صورة المثقف بين المجد والاغتراب، وبين الشعر والجنون.

### الجنون كأداة سردية
يشكّل الجنون محورًا سرديًا وفلسفيًا في الرواية، حيث يصبح وسيلة للكشف عن اختلالات الواقع لا للهرب منه. يُقدَّم مستشفى الأمراض النفسية كمكان رمزي، يعيد مساءلة الحدود بين العقل واللاعقل، وبين الوهم والحقيقة. ويطرح النص تساؤلات حول من يحكم بـ"الجنون": هل هو الطبيب، أم المجتمع، أم السلطة السياسية؟ كما يستثمر المؤلف رسائل المجانين داخل الرواية بوصفها وثائق فكرية تتحدى منطق المؤسسة العلمية والخطاب الرسمي.

## اثر الرواية
تركّت رواية "رباط المتنبي" لحسن أوريد أثرًا كبيرًا في المشهد الأدبي والثقافي العربي، حيث فتحت نقاشات مهمة حول الهوية الثقافية واللغة العربية ومآلات الفكر العربي المعاصر. ساهمت الرواية في تسليط الضوء على أزمة اللغة العربية الفصحى وتراجع مكانتها، مما أثر بشكل واسع على الوعي الجمعي بقضية الانفصام بين التراث والحداثة.
كما أطلقت الرواية نقاشات نقدية حادة حول الواقع السياسي والاجتماعي في العالم العربي، وخصوصًا حول دور السلطة في قمع الأصوات النقدية والفكر الحر، مما جعلها عملًا أدبيًا ذا بعد سياسي واضح يعكس تردي الحريات والتراجع الثقافي.
على المستوى النفسي والإنساني، أضافت الرواية أبعادًا جديدة من خلال تناولها لمرض الذهان والانفصام، فكانت بمثابة استكشاف عميق للصراع بين الواقع والخيال، وهو موضوع يهم الأجيال الحديثة التي تعاني من صدمات الهوية.
بسبب هذه الأبعاد المتعددة، لاقت الرواية اهتمامًا واسعًا من القراء والنقاد، وأصبحت مرجعًا مهمًا في الدراسات الأدبية الحديثة التي تبحث في العلاقة بين التراث والحداثة، اللغة والسياسة، والذات والهوية في العالم العربي.

## خلفية الرواية واسلوبها
تعتمد رواية "رباط المتنبي" على تقنية السرد الحواري، حيث يُجسد الكاتب لقاءً خياليًا بين شاعر العرب العظيم المتنبي والراوي المعاصر، ما يتيح استكشاف الفجوة الزمنية والثقافية بين العصر العباسي والعصر الحديث. يمزج حسن أوريد في روايته بين الفصحى والدارجة المغربية، ما يعكس الصراع بين التراث والحداثة،

## اهمية الرواية
تأتي رواية "رباط المتنبي" في وقت تعيش فيه الأمة العربية تحديات كبيرة تتعلق بهويتها الثقافية والسياسية والاجتماعية، فتقدم الرواية صوتًا نقديًا قويًا يعكس الأزمة التي تمر بها المجتمعات العربية. من خلال إعادة إحياء شخصية المتنبي، تجسد الرواية صراعاً بين الماضي العريق والحاضر المضطرب، بين لغة الضاد التي تكاد تندثر، وبين ثقافة تتهاوى أمام رياح الحداثة والابتذال.
تمثل الرواية أيضًا دعوة للتأمل في قيمة اللغة العربية وأهميتها في تشكيل الهوية الوطنية والثقافية، وتطرح تساؤلات حول كيفية الحفاظ على هذا التراث في مواجهة التحديات الحديثة، مثل العولمة وتراجع القراءة والاهتمام بالثقافة.
كما تسلط الضوء على أهمية الحرية الفكرية وحرية التعبير، معتبرة أن قمعهما يؤدي إلى مرض اجتماعي يعكسه جنون الشخصيات وأزماتهم النفسية، في رسالة ضمنية إلى ضرورة الإصلاح الثقافي والاجتماعي والسياسي.

## الجانب الفني و الاسلوبي في الرواية
تميزت رواية "رباط المتنبي" بأسلوب سردي مميز يمزج بين الواقعية والخيال، حيث يستخدم الكاتب حسن أوريد تقنية الحوار الحي بين المتنبي والراوي ليخلق نوعًا من التداخل الزمني والمكاني. هذا الأسلوب يسمح بتناول قضايا فلسفية واجتماعية عميقة من خلال تفاعل شخصيات تحمل رموزًا ثقافية وتاريخية.
كما تعتمد الرواية على تنويع اللغة بين الفصحى والدارجة، مما يعكس التناقضات اللغوية والثقافية التي تعاني منها المجتمعات العربية، ويجعل النص غنيًا بالتفاصيل الحياتية اليومية وفي الوقت نفسه متشابكًا مع التراث العربي الأصيل.
من الناحية الفنية، تستخدم الرواية الرمزية بشكل مكثف، فشخصية المتنبي لا تمثل فقط شاعرًا تاريخيًا، بل تتحول إلى رمز للغة والفكر العربيين في مواجهة الحداثة والضياع. كذلك، يعكس انتقال السرد إلى مستشفى الأمراض العقلية صراع الذات مع الواقع والجنون.

## مكانة الرواية ضمن اعمال اوريد
تُعتبر رباط المتنبي من أبرز أعمال حسن أوريد، وهي تندرج ضمن مشروعه الفكري الذي يسعى إلى مساءلة التحولات الثقافية والسياسية في المجتمعات العربية. تتكامل الرواية مع مؤلفاته الأخرى مثل سيرة حمار ورواء مكة، التي تتناول قضايا الهوية، الدين، والسلطة. كما تُعد الرواية مثالًا على تداخل الأجناس الأدبية، حيث تدمج بين الرواية السياسية، والسرد الفلسفي، والرؤية الشعرية.

## اقتباسات
- "اللغة لا تموت لأنها كلمات، بل لأنها غياب روحها في قلوب المتحدثين بها."
- "المتنبي لم يمت، بل نحن من ماتت فينا روح الشعر والحكمة التي كان يحملها."
- "حين يصير الشعر مجرّد أداة للمجاملات السياسية، يفقد جوهره ويصبح صوتًا بلا معنى."
- "الجنون ليس فقط مرضًا، بل هو أحيانًا هروب من واقع لا يحتمل."
- "أرى العرب يحلمون بالحداثة، لكنهم يعيشون في متاهة من الماضي الممزق والواقع المهترئ."

- "الهوية ليست ثوبًا نرتديه وقت الحاجة، بل دمٌ يجري في عروقنا."[16]

## فضاء الرواية
الرباط وأحياءها و مستشفى الرازي للأمراض العقلية بسلا 

## الجوائز عن الرواية
رواية "رباط المتنبي" لحسن أوريد نالت اهتمامًا واسعًا وترشحت لعدة جوائز أدبية بارزة، منها:
- ترشيحها للقائمة الطويلة لجائزة كتارا للرواية العربية، التي تُعد من أبرز الجوائز الأدبية في العالم العربي، تقديرًا لقيمتها الأدبية والفكرية.
- رغم استبعادها من القائمة النهائية لجائزة البوكر العربية لعام 2020، أثارت الرواية نقاشات واسعة وأخذت مكانة مرموقة بين قراء ونقاد الأدب العربي المعاصر.
- حظيت الرواية بتغطية نقدية مميزة في صحف ومواقع عربية مهمة مثل هسبريس والخليج واليوم السابع، مما عزز من مكانتها وأثرها الثقافي.

تُعتبر "رباط المتنبي" عملًا مهمًا يُضاف إلى المكتبة العربية الحديثة لما يقدمه من نقد اجتماعي وثقافي وسياسي بأسلوب أدبي متميز.

## وصلات خارجية
- صفحة رواية رباط المتنبي على موقع جود ريدز